# Federalna Ustawa o Wypędzonych i Uchodźcach
Federalna Ustawa o Wypędzonych i Uchodźcach (niem. Gesetz über die Angelegenheiten der Vertriebenen und Flüchtlinge, skrót. BVFG) – niemiecka ustawa federalna uchwalona 19 maja 1953 roku przez rząd RFN regulująca sytuację prawną uchodźców oraz wypędzonych z byłych wschodnich terenów Rzeszy Niemieckiej jak i innych terenów Europy Środkowej i Wschodniej. Została znowelizowana w dniu 3 września 1971 roku.

## Treść dokumentu
Ustawa w paragrafie 1 określa "wypędzonego" jako "obywatela niemieckiego lub należącego do narodowości niemieckiej, który zamieszkiwał na niemieckich terenach wschodnich, znajdujących się czasowo pod obcą administracją lub też na terenach poza granicami Rzeszy Niemieckiej z 31 grudnia 1937 roku i w związku z wydarzeniami II wojny światowej, w konsekwencji wygnania, w szczególności przez usunięcie lub ucieczkę, musiał je opuścić".
W dalszej kolejności paragraf 2 ust. 2 określa również dziedziczność statusu "wypędzonego" przez jego dzieci: "jeżeli jeden rodzic jako obywatel niemiecki lub należący do narodowości niemieckiej zamieszkiwał w dniu 31 grudnia 1937 roku lub wcześniej na terenach wygnania". Dziedziczenie statusu "wypędzonego" powoduje wzrost grupy osób objętych tą ustawą. Według rocznika statystycznego z 1971 w roku 1971 w RFN mieszkało 8,96 mln. "wypędzonych", którzy posiadali tzw. „legitymację wypędzonego” (niem. Bundesvertriebenenausweis).
W roku 1971 dokonano nowelizacji ustawy (niem. Neufassung des Bundesvertriebenengesetzes).